# Solna strand

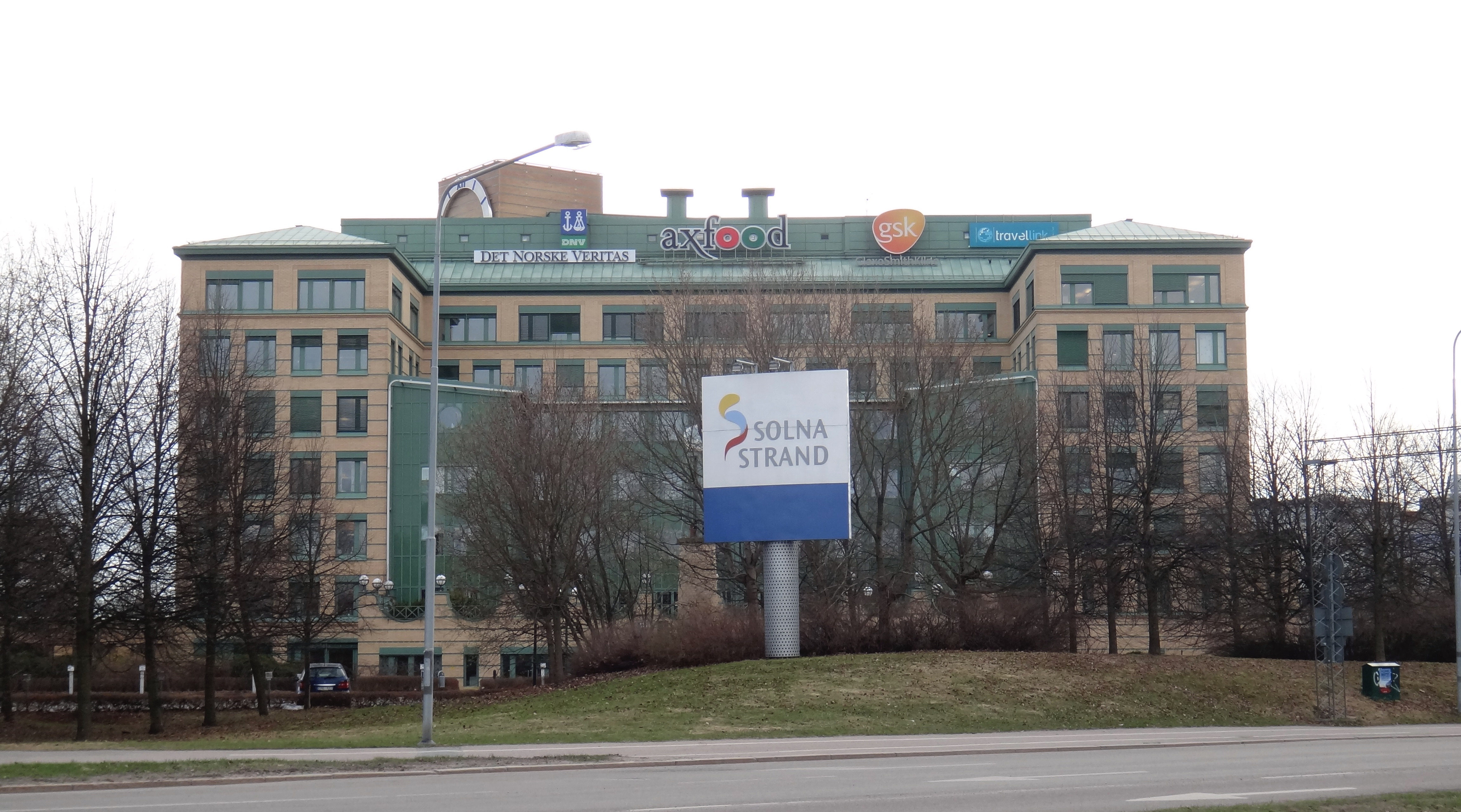
En kontorsbyggnad, ursprungligen uppförd 1990 som huvudkontor till Wasa försäkring, i Solna strand.

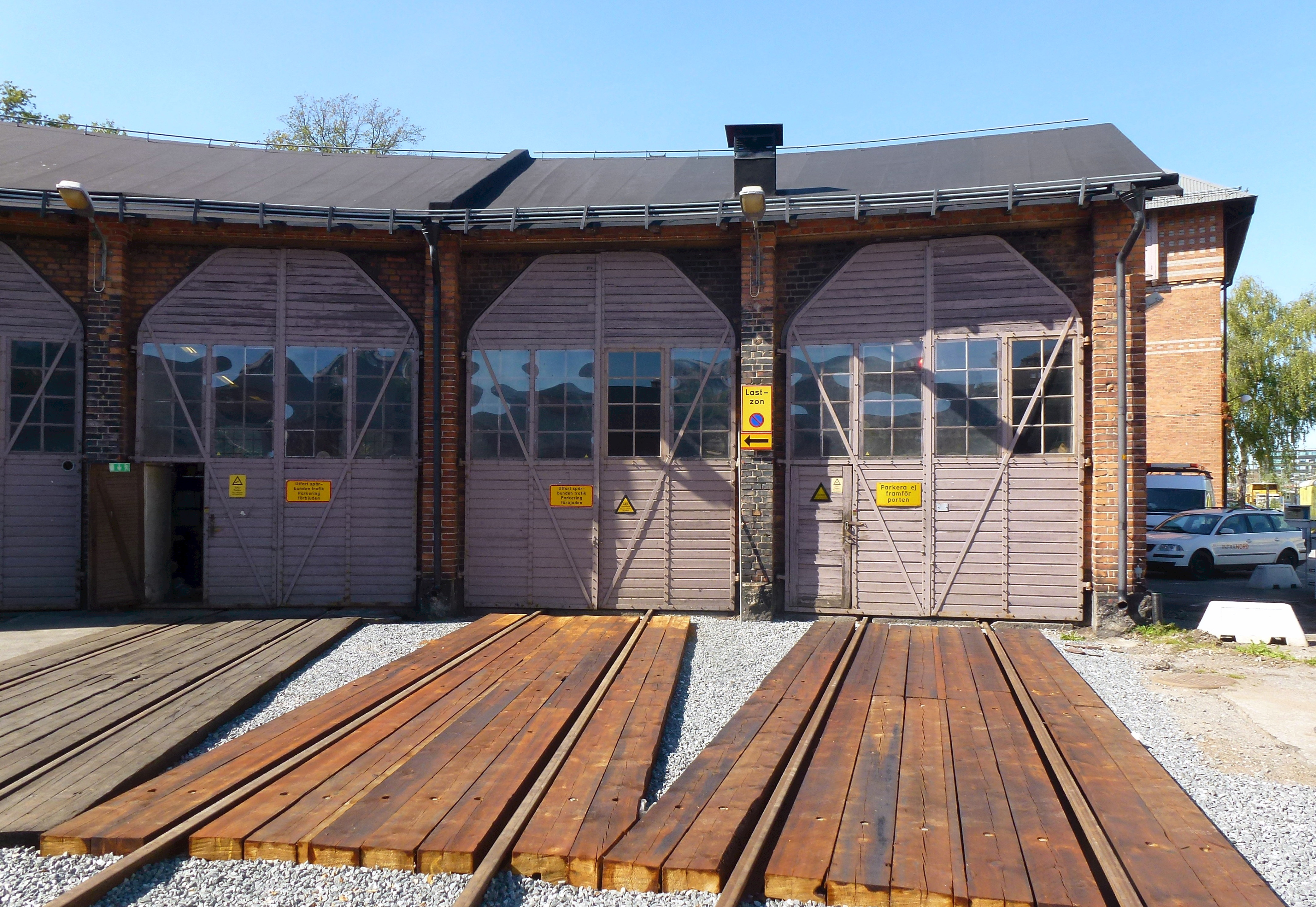
Lokstallet i Sundbyberg.

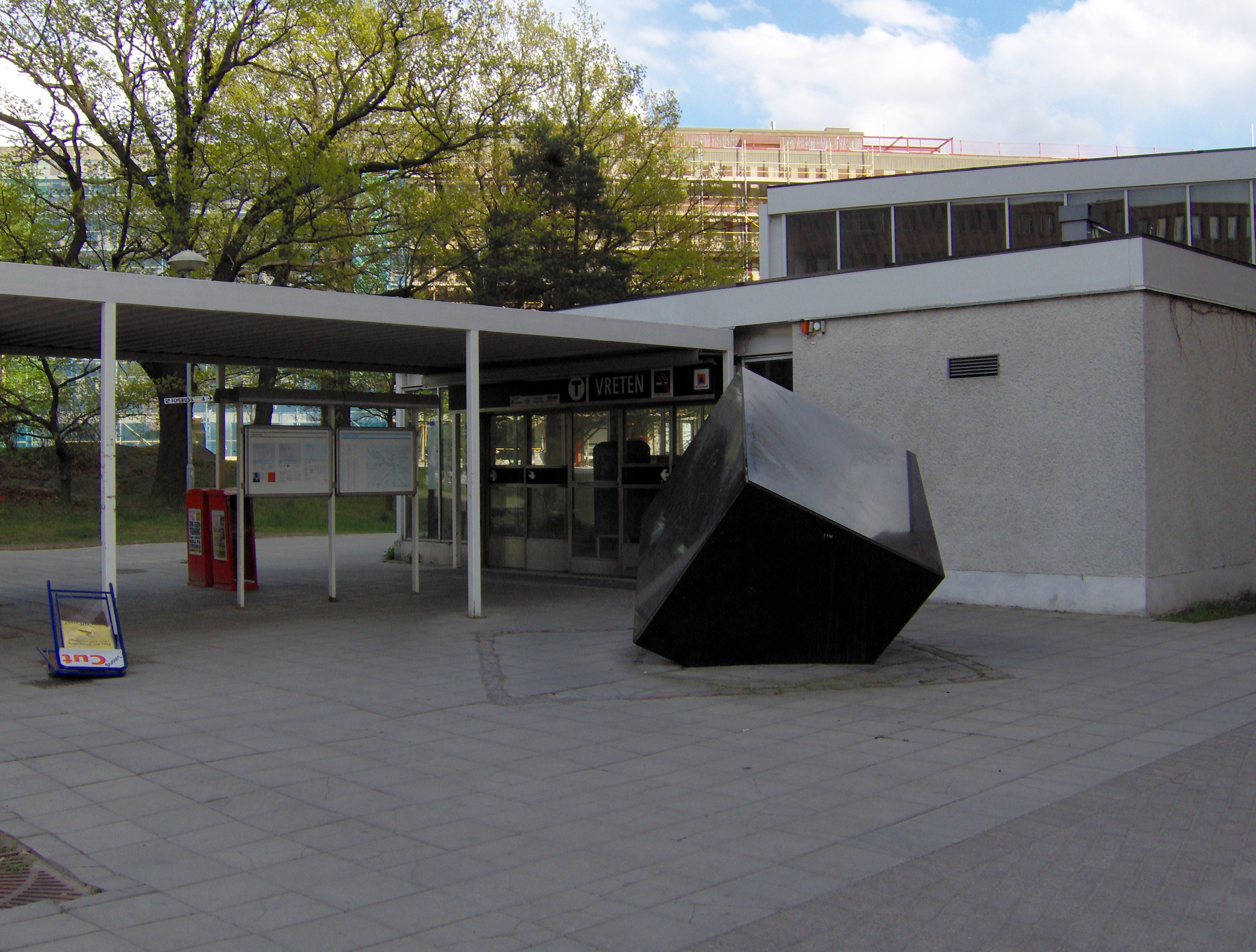
Skulptur av Takashi Naraha vid ingången till tunnelbanestationen.

Solna strand, som tidigare hette Vretens industriområde, är ett område i västra delen av stadsdelen Huvudsta inom Solna kommun. Området var tidigare ett industriområde, men har successivt omvandlats till ett rent kontorsområde.

## Historia
Vreten var ursprungligen namnet på ett torp i hörnet av dagens Tritonvägen och Landsvägen. Området mellan torpet och Bällstaån bebyggdes på 1800-talet med ett antal burgnare villor i snickarglädjesstil. Villorna gavs av sina ägare romantiska namn enligt mönster från närliggande Nya Huvudsta municipalsamhälle och Lilla Alby municipalsamhälle. Exempel på villanamn var Albylund, Ekhyddan och Villa Wera. Området utlades som kontors- och industriområde i mitten av 1960-talet, då bland annat Riksskatteverket flyttade dit och uppförde sitt huvudkontor. Torpet och de sista villorna revs under tidigt 1970-tal.
Namnet Vretens industriområde ändrades till Solna strand 2014.

## Området
Bland de företag som har sitt huvudkontor eller Sverigekontor i Solna strand finns Det Norske Veritas, Glaxo Smith Kline, Hewlett-Packard, Norrenergi och Rymdbolaget, samt myndigheten Skatteverket. Tidigare har företag som Axfood,, Wasa försäkring och Länsförsäkringar haft sitt huvudkontor i Solna strand.
Sommartid trafikeras Solna strand av pendelbåten E/S Movitz. Den går mellan Klara Mälarstrand (i Stockholms innerstad) och Solna strand. E/S Movitz är en elbåt som knyter samman centrala Stockholm med Solna strand.
Kvarteren i Solna strand är namngivna enligt kategoriprincipen, och har namn efter frukter, bär, nötter och grönsaker. Här finns kvarter och fastigheter med namn som Smultronet, Päronet, Aprikosen och Apelsinen.

### Lokstallet i Sundbyberg
Lokstallet i Sundbyberg är en kultur- och industrihistorisk byggnad belägen i Vretens industriområde, direkt öster om kvarteret Stenhöga i Solna strand. Här ligger ett gammalt ånglokstall och en vattentornsbyggnad som av Statens Järnvägar (SJ) kallas ”Sundbyberg”. De är uppförda 1904 av Stockholm–Västerås–Bergslagens Järnvägar. Byggnaderna är troligen ritade av arkitekten Erik Lallerstedt, och är exteriört mycket välbevarade. Enligt Stockholms läns museum har husen ett mycket högt kulturhistoriskt värde.

### Tunnelbanestationen
I Solna strand ligger tunnelbanestationen Solna strand. Den invigdes den 19 augusti 1985 och trafikeras av T-bana 3 (blå linjen). Avståndet från blå linjens ändstation Kungsträdgården i Stockholm är 6,2 km. I november 2013 beslutade Trafikförvaltningen i Stockholms läns landsting att stationen skulle byta namn från det ursprungliga Vreten till Solna strand, under förutsättning att fastighetsägarna stod för kostnaderna för namnbytet. Namnbytet genomfördes den 18 augusti 2014.
Stationen är konstnärligt utsmyckad av Takashi Naraha: Himmelen av kub (1985). Konstverket består av en svart kub av diabas vid entrén och blåa kuber med moln i den råa putsade bergväggen vid perrongen. Det symboliserar hur himlen tagits ner till perrongen och den svarta tunneln lyfts upp i ljuset.